# Campionato mondiale per club FIVB 2023 (maschile)
Il campionato mondiale per club FIVB 2023 si è svolto dal 6 al 10 dicembre 2023 a Bangalore, in India: al torneo hanno partecipato sei squadre di club e la vittoria finale è andata per la seconda volta consecutiva alla Sir Safety Perugia.

## Regolamento

### Formula
La formula ha previsto:
- Fase a gironi, disputata con girone all'italiana: le prime due classificate di ogni girone hanno acceduto alla fase finale.
- Fase finale, disputata con semifinali, finale per il terzo posto e finale[2].

### Criteri di classifica
Se il risultato finale è stato di 3-0 o 3-1 sono stati assegnati 3 punti alla squadra vincente e 0 a quella sconfitta, se il risultato finale è stato di 3-2 sono stati assegnati 2 punti alla squadra vincente e 1 a quella sconfitta.
L'ordine del posizionamento in classifica è stato definito in base a:
- Numero di partite vinte;
- Punti;
- Ratio dei set vinti/persi;
- Ratio dei punti realizzati/subiti;
- Risultati degli scontri diretti;
- Classifica avulsa.

## Squadre partecipanti
Lo ZAKSA e il Jastrzębski Węgiel, rispettivamente vincitrice e finalista della CEV Champions League 2022-2023, hanno rinunciato alla partecipazione al torneo: al loro posto sono state ripescate le semifinaliste della competizione, l'Halkbank e la Sir Safety Perugia, quest'ultima peraltro detentrice uscente del titolo mondiale.
| Squadra             | Qualificazione                                    |
| ------------------- | ------------------------------------------------- |
| Ahmedabad Defenders | Squadra organizzatrice                            |
| Halkbank            | Semifinalista alla CEV Champions League 2022-2023 |
| Minas               | 2ª al campionato sudamericano per club 2023       |
| Sada                | 1ª al campionato sudamericano per club 2023       |
| Sir Safety Perugia  | Semifinalista alla CEV Champions League 2022-2023 |
| Suntory Sunbirds    | 1ª al campionato asiatico per club 2023           |

## Torneo

### Fase a gironi
| Girone A            | Girone B         |
| ------------------- | ---------------- |
| Ahmedabad Defenders | Halkbank         |
| Minas               | Sada             |
| Sir Safety Perugia  | Suntory Sunbirds |

#### Girone A

##### Risultati
| 6 dicembre 2023 Koramangala Indoor Stadium, Bangalore Durata: 1h:17 - Spettatori: 1 392 | Ahmedabad Defenders | 0 - 3 | Minas              | 22-25, 23-25, 19-25 |
| 7 dicembre 2023 Koramangala Indoor Stadium, Bangalore Durata: 1h:21 - Spettatori: 1 285 | Sir Safety Perugia  | 3 - 0 | Minas              | 25-18, 26-24, 25-22 |
| 8 dicembre 2023 Koramangala Indoor Stadium, Bangalore Durata: 1h:03 - Spettatori: 869   | Ahmedabad Defenders | 0 - 3 | Sir Safety Perugia | 18-25, 19-25, 11-25 |

##### Classifica
| Pos. | Squadra             | Pt | G | V | P | SV | SP | Ratio | PF  | PS  | Ratio |
| ---- | ------------------- | -- | - | - | - | -- | -- | ----- | --- | --- | ----- |
| 1.   | Sir Safety Perugia  | 6  | 2 | 2 | 0 | 6  | 0  | MAX   | 151 | 112 | 1,348 |
| 2.   | Minas               | 3  | 2 | 1 | 1 | 3  | 3  | 1,000 | 139 | 140 | 0,993 |
| 3.   | Ahmedabad Defenders | 0  | 2 | 0 | 2 | 0  | 6  | 0,000 | 112 | 150 | 0,747 |

      Qualificata alle semifinali.

#### Girone B

##### Risultati
| 6 dicembre 2023 Koramangala Indoor Stadium, Bangalore Durata: 1h:13 - Spettatori: 1 342 | Halkbank | 0 - 3 | Suntory Sunbirds | 23-25, 23-25, 16-25               |
| 7 dicembre 2023 Koramangala Indoor Stadium, Bangalore Durata: 2h:23 - Spettatori: 645   | Sada     | 3 - 2 | Suntory Sunbirds | 25-21, 31-29, 28-30, 22-25, 15-12 |
| 8 dicembre 2023 Koramangala Indoor Stadium, Bangalore Durata: 1h:28 - Spettatori: 542   | Halkbank | 3 - 0 | Sada             | 26-24, 25-18, 28-26               |

##### Classifica
| Pos. | Squadra          | Pt | G | V | P | SV | SP | Ratio | PF  | PS  | Ratio |
| ---- | ---------------- | -- | - | - | - | -- | -- | ----- | --- | --- | ----- |
| 1.   | Suntory Sunbirds | 4  | 2 | 1 | 1 | 5  | 3  | 1,667 | 192 | 183 | 1,049 |
| 2.   | Halkbank         | 3  | 2 | 1 | 1 | 3  | 3  | 1,000 | 141 | 143 | 0,986 |
| 3.   | Sada             | 2  | 2 | 1 | 1 | 3  | 5  | 0,600 | 189 | 196 | 0,964 |

      Qualificata alle semifinali.

### Fase finale
|  | Semifinali | Semifinali         | Semifinali |       |    | Finale             | Finale           | Finale          |  |
|  |            |                    |            |       |    |                    |                  |                 |  |
|  | 1A         | Sir Safety Perugia | 3          |       |    |                    |                  |                 |  |
|  | 1A         | Sir Safety Perugia | 3          |       |    |                    |                  |                 |  |
|  | 2B         | Halkbank           | 0          |       |    |                    |                  |                 |  |
|  | 2B         | Halkbank           | 0          |       | 1A | Sir Safety Perugia | 3                |                 |  |
|  |            |                    |            |       | 1A | Sir Safety Perugia | 3                |                 |  |
|  |            |                    | 2A         | Minas | 0  |                    |                  |                 |  |
|  | 1B         | Suntory Sunbirds   | 2A         | Minas | 0  | 2                  |                  |                 |  |
|  | 1B         | Suntory Sunbirds   |            |       |    | 2                  |                  |                 |  |
|  | 2A         | Minas              | 3          |       |    | Finale 3º posto    | Finale 3º posto  | Finale 3º posto |  |
|  | 2A         | Minas              | 3          |       |    |                    |                  |                 |  |
|  |            |                    |            |       |    |                    |                  |                 |  |
|  |            |                    |            |       |    | 2B                 | Halkbank         | 2               |  |
|  |            |                    |            |       |    | 2B                 | Halkbank         | 2               |  |
|  |            |                    |            |       |    | 1B                 | Suntory Sunbirds | 3               |  |

#### Semifinali
| 9 dicembre 2023 Koramangala Indoor Stadium, Bangalore Durata: 1h:21 - Spettatori: 1 030 | Sir Safety Perugia | 3 - 0 | Halkbank | 25-14, 25-16, 31-29               |
| 9 dicembre 2023 Koramangala Indoor Stadium, Bangalore Durata: 2h:15 - Spettatori: 1 327 | Suntory Sunbirds   | 2 - 3 | Minas    | 25-22, 22-25, 30-28, 20-25, 15-17 |

#### Finale 3º posto
| 10 dicembre 2023 Koramangala Indoor Stadium, Bangalore Durata: 2h:01 - Spettatori: 1 475 | Halkbank | 2 - 3 | Suntory Sunbirds | 25-17, 25-23, 21-25, 19-25, 12-15 |

#### Finale
| 10 dicembre 2023 Koramangala Indoor Stadium, Bangalore Durata: 1h:11 - Spettatori: 1 848 | Sir Safety Perugia | 3 - 0 | Minas | 25-13, 25-21, 25-19 |

## Classifica finale
| Pos | Squadre             |
| --- | ------------------- |
|     | Sir Safety Perugia  |
|     | Minas               |
|     | Suntory Sunbirds    |
| 4   | Halkbank            |
| 5   | Sada                |
| 6   | Ahmedabad Defenders |

## Premi individuali
| Premio                | Nome              | Squadra            |
| --------------------- | ----------------- | ------------------ |
| MVP                   | Oleh Plotnyc'kyj  | Sir Safety Perugia |
| Miglior palleggiatore | Simone Giannelli  | Sir Safety Perugia |
| Miglior opposto       | Dmitrij Musėrskij | Suntory Sunbirds   |
| Miglior schiacciatore | Oleh Plotnyc'kyj  | Sir Safety Perugia |
| Miglior schiacciatore | Marcus Coelho     | Minas              |
| Miglior centrale      | Sebastián Solé    | Sir Safety Perugia |
| Miglior centrale      | Renan Michelucci  | Minas              |
| Miglior libero        | Maique Nascimento | Minas              |

## Statistiche
| Rendimento individuale | Rendimento individuale | Rendimento individuale | Rendimento individuale |
| Pos.                   | Nome                   | Punti                  | Squadra                |
| ---------------------- | ---------------------- | ---------------------- | ---------------------- |
| 1                      | Dmitrij Musėrskij      | 94                     | Suntory Sunbirds       |
| 2                      | Michael Sánchez        | 67                     | Minas                  |
| 3                      | Alain De Armas         | 61                     | Suntory Sunbirds       |
| 4                      | Earvin N'Gapeth        | 50                     | Halkbank               |
| 5                      | Paulo Ferreira         | 49                     | Minas                  |

| Attacchi vincenti | Attacchi vincenti | Attacchi vincenti | Attacchi vincenti |
| Pos.              | Nome              | Punti             | Squadra           |
| ----------------- | ----------------- | ----------------- | ----------------- |
| 1                 | Dmitrij Musėrskij | 87                | Suntory Sunbirds  |
| 2                 | Michael Sánchez   | 62                | Minas             |
| 3                 | Alain De Armas    | 48                | Suntory Sunbirds  |
| 4                 | Earvin N'Gapeth   | 43                | Halkbank          |
| 5                 | Nimir Abdel-Aziz  | 40                | Halkbank          |

| Muri vincenti | Muri vincenti      | Muri vincenti | Muri vincenti       |
| Pos.          | Nome               | Punti         | Squadra             |
| ------------- | ------------------ | ------------- | ------------------- |
| 1             | Sebastián Solé     | 12            | Sir Safety Perugia  |
| 2             | Flávio Gualberto   | 10            | Sir Safety Perugia  |
| 3             | Dmitrij Musėrskij  | 7             | Suntory Sunbirds    |
| 4             | Simone Giannelli   | 6             | Sir Safety Perugia  |
| 4             | Manoj Lakshmipuram | 6             | Ahmedabad Defenders |
| 4             | Micah Maʻa         | 6             | Halkbank            |
| 4             | Marko Matić        | 6             | Halkbank            |

| Battute vincenti | Battute vincenti | Battute vincenti | Battute vincenti   |
| Pos.             | Nome             | Punti            | Squadra            |
| ---------------- | ---------------- | ---------------- | ------------------ |
| 1                | Alain De Armas   | 8                | Suntory Sunbirds   |
| 2                | Paulo Ferreira   | 7                | Minas              |
| 2                | Oleh Plotnyc'kyj | 7                | Sir Safety Perugia |
| 4                | Kamil Semeniuk   | 4                | Sir Safety Perugia |
| 5                | Nimir Abdel-Aziz | 3                | Halkbank           |
| 5                | Jesús Herrera    | 3                | Sir Safety Perugia |